# Jan Flachbart
Jan Flachbart (* 3. März 1978 in Kolín) ist ein tschechischer Fußballspieler.

## Vereinskarriere
Flachbart spielte in seiner Jugend für Mogul Kolín, FK Mladá Boleslav, Bohemians Prag und Slavia Prag.
Seine erste Station im Erwachsenenbereich war im Herbst 1996 Sokol Semice. Anschließend kehrte er zu Bohemians zurück, erkämpfte sich einen Stammplatz, stieg mit der Mannschaft jedoch in die 2. Liga ab. Die Rückkehr gelang im Sommer 1999, Flachbart selbst wechselte im August zu Sparta Prag.
Mit Sparta gewann der Abwehrspieler zwar die tschechische Meisterschaft 1999/00, war jedoch meist nur Einwechselspieler. Im September 2000 verlieh Sparta Flachbart an den FK Jablonec, bei dem der Defensivspieler in der Rückrunde meist zur Stammformation gehörte. Zur Saison 2001/02 kehrte Flachbart nach Prag zurück und saß zunächst erneut nur auf der Bank. Im November sicherte er sich dann allerdings einen Stammplatz in der Startaufstellung und zählte zu den Leistungsträgern der Mannschaft, die Vizemeister wurde.
Im Sommer 2002 übernahm Jozef Jarabinský das Traineramt und setzte Flachbart auf die Ersatzbank. Unter Trainer Jiří Kotrba kam er zwar öfters zum Einsatz, durchsetzen konnte er sich allerdings nicht. Im Januar 2004 ging Flachbart erneut nach Jablonec, wo er Stammspieler war und mit guten Leistungen Zenit St. Petersburg und dessen tschechischen Trainer Vlastimil Petržela auf sich aufmerksam machte.
Zwischen August 2004 und August 2006 absolvierte Flachbart 35 Spiele in der russischen Liga, ehe er Petržela zu Sigma Olomouc folgte. Anfang 2007 wechselte der Verteidiger zum dritten Mal in seiner Laufbahn zum FK Jablonec. Nach einer Auseinandersetzung mit einem Mitspieler musste er den Verein verlassen und schloss sich Anfang 2008 dem damaligen Zweitligisten SK Sparta Krč an, für den er jedoch nur zwei Spiele absolvierte. Im Sommer 2008 wechselte Flachbart zum Drittliga-Aufsteiger SK Hlavice.
Im Januar 2010 wechselte Flachbart zum Erstligisten FK Bohemians Prag. Dort spielte er bis zum Sommer 2012, ehe er nach Deutschland wechselte. Ab Juli 2012 spielte Flachbart als Abwehrchef für den FC Oberlausitz Neugersdorf, mit dem er Meister der Fußball-Sachsenliga wurde und in die Oberliga Nordost aufstieg. Nach zwei Jahren verließ er den Oberligisten im Sommer 2014 wieder.

## Nationalmannschaft
Flachbart spielte neun Mal in der tschechischen U-16-Auswahl, in den Jahren 1999 und 2000 wurde der Abwehrspieler zwei Mal in der U-21-Nationalmannschaft eingesetzt.